# Seeley Lake Park
Seeley Lake Park är en park i Kanada.   Den ligger i provinsen British Columbia, i den centrala delen av landet, 3 800 km väster om huvudstaden Ottawa. Seeley Lake Park ligger 372 meter över havet. Den ligger vid sjön Seeley Lake.
Terrängen runt Seeley Lake Park är varierad. Trakten runt Seeley Lake Park är nära nog obefolkad, med mindre än två invånare per kvadratkilometer.. Närmaste större samhälle är New Hazelton, 7,9 km nordost om Seeley Lake Park.
I omgivningarna runt Seeley Lake Park växer i huvudsak barrskog.